# 近視櫛鱗鰨
近視櫛鱗鰨為輻鰭魚綱鰈形目鰨亞目鰨科的其中一種，為熱帶海水魚，分布於西太平洋印尼海域，棲息深度0-2公尺，體長可達3.6公分，棲息在底層水域，生活習性不明。